# لوا (یوتا)
لوا (به انگلیسی: Loa) شهری در ایالت یوتا کشور ایالات متحده آمریکا است که جمعیت آن در سرشماری سال ۲۰۱۰ میلادی، ۵۷۲ نفر بوده‌است.